# 吉岡和夫
吉岡 和夫（よしおか かずお）は、日本の天文学者、惑星科学者。専門は、観測惑星学。博士（理学）（東京大学・2010年）。2013年時、宇宙航空研究開発機構 宇宙科学研究所  惑星分光観測衛星プロジェクト研究員。2024年現在、東京大学大学院 新領域創成科学研究科 複雑理工学専攻 准教授。

## 略歴
2005年東京大学理学部地球惑星科学専攻卒業、2010年東京大学大学院理学系研究科地球惑星科学専攻博士課程修了。
日本学術振興会特別研究員、立教大学理学部物理学科経て、2012年より現職。
専門は、観測惑星学。極端紫外光観測機の開発と太陽系惑星大気の観測的研究を行う。

## 受賞
- 2009年 地球電磁気・地球惑星圏学会 学生発表賞[2]
- 2010年 東京大学理学系研究科研究奨励賞(博士)[3]
- 2010年 国際宇宙空間研究委員会・若手論文賞[4]
- 2016年 地球電磁気・地球惑星圏学会 大林奨励賞